# Горнорабочий очистного забоя
Горнорабочий очистного забоя (ГРОЗ) — рабочая специальность в угольной и уранодобывающей промышленности. Одна из двух основных шахтёрских профессий наряду со специальностью проходчика. 
Основными функциями горнорабочего очистного забоя являются:
- выполнение комплекса работ по очистной выемке полезного ископаемого;
- осмотр забоя и приведение его в безопасное состояние;
- уборка, погрузка и доставка горной массы различными способами;
- возведение временной и постоянной крепи, укрепление пород кровли очистного забоя;
- установка упорных и распорных стоек, укладка настила;
- скреперование горной массы из забоя.

Эта специальность имеет 5 разрядов.